# Euregio Jeugdorkest
Het Euregio Jeugdorkest (EJO) is een symfonisch jeugdorkest dat werd opgericht door Taetske Strouken in Goirle in 1985. Het orkest kwam mede tot stand dankzij een intensieve samenwerking tussen Nederlandse en Belgische muziekopleidingen en docenten. Sinds de oprichting musiceert het orkest op het hoogst mogelijke niveau, rekening houdend met de muzikale bagage van de jonge muzikanten. De eerste dirigent was Edmond Saveniers en sinds januari 2002 is Hans Casteleyn de artistiek leider en dirigent van het orkest.
Het orkest heeft als doel om jonge muzikanten in de leeftijd van 12 tot 25 jaar de kans te geven grote symfonische muziek te spelen en uit te voeren.

## Organisatie
Het Euregio Jeugdorkest komt per schooljaar ongeveer tien volledige weekends samen om te repeteren en concerten te spelen. Tussen Kerstmis en Nieuwjaar gaan de muzikanten vier dagen op kamp om te repeteren. Per schooljaar lopen er twee grote orkestprojecten en elk programma wordt ongeveer zes keer uitgevoerd in verschillende concertzalen in Vlaanderen en Nederland.

## Dirigenten
- 1985 - 2001 Edmond Saveniers
- 2002 - heden Hans Casteleyn

## Speelplekken
- Concertzaal Tilburg, residentie
- CC Jan Van Besouw Goire, residentie
- Factorium Tilburg
- deSingel Antwerpen
- Warande Turnhout
- Chassé Breda
- GC Hoogstraten
- De Doelen Rotterdam
- Muziekgebouw Frits Philips Eindhoven
- Musikverein Wenen
- MuTh Wenen

## Concertreizen
- 2012 China
- 2013 Wenen
- 2018 Wenen

## Prijzen
- 2013 Beste Jeugdsymfonieorkest (Nationaal Concours voor Jeugdsymfonieorkesten) in De Doelen, Rotterdam
- 2013 Eerste prijs (Summa Cum Laude Music Festival Wenen) in de Gouden Zaal van de Musikverein, Wenen
- 2018 Beste Jeugdsymfonieorkest (Nationaal Concours voor Jeugdsymfonieorkesten) in De Doelen, Rotterdam

## Alumni
- Cécile Huijnen, viool[2]
- Lucas van Woerkum

## Website
- www.euregiojeugdorkest.com